# Suphakan Chansimai
Suphakan Chansimai (thailändisch ศุภกานต์ จันสีไหม, * 2. Juni 2003 in Kapoe) ist ein thailändischer Fußballspieler.

## Karriere
Suphakan Chansimai erlernte das Fußballspielen in der Jugendmannschaft des Ranong United FC. Hier unterschrieb er Ende Juli 2022 auch seinen ersten Profivertrag. Der Verein aus Ranong spielt in der zweiten thailändischen Liga, der Thai League 2. Sein Zweitligadebüt gab Phongsiri Ngoennu am 23. Oktober 2022 (10. Spieltag) im Auswärtsspiel gegen den Raj-Pracha FC. Hier wurde er in der 84. Minute für Chanchon Jomkoh eingewechselt. Raj-Pracha gewann das Spiel 4:1. Als Tabellenvorletzter musste er mit dem Verein am Ende der Saison 2022/23 in die dritte Liga absteigen.